# Psammisia aestuans
Psammisia aestuans är en ljungväxtart som beskrevs av A. C. Smith. Psammisia aestuans ingår i släktet Psammisia och familjen ljungväxter. Inga underarter finns listade i Catalogue of Life.